# بارك فورست (إلينوي)
بارك فورست (بالإنجليزية: Park Forest)‏ هي قرية تقع في الولايات المتحدة في إلينوي. يقدر عدد سكانها بـ 21,975 نسمة .

## الموقع الجغرافي
الموقع الجغرافي للمناطق المحيطة بهذه النقطة هو كالتالي:

## أعلام
- كريج هودجز
- تشاك مارتن
- توني لومباردي